# Тамбиева, Джанет Атушевна
Джанет Атушевна Тамбиева (по паспорту — Тамбеева; род. 1912; Российская империя, Кабардино-Балкария, аул Старо-Абуковский (Ныне - Первомайское село - 14 мая 2008) — советский и российский режиссёр. Заслуженный работник культуры РСФСР.

## Биография
Джанет родилась в 1912 году в Кабардино-Балкарии, в Ауле Старо-Абуковском (Ныне - село Первомайское). По национальности являлась кабардинкой. Имеет трех родных братьев и четыре сестры.
Приехав в Москву, поступила на театроведческий факультет ГИТИСа. Начала работу в кино бухгалтером. Вскоре стала ассистентом режиссёра и работала в этом качестве с Всеволодом Пудовкиным («Убийца выходит на дорогу», «Русские люди», «Адмирал Нахимов»), Юлием Райзманом («Небо Москвы»), Иваном Пырьевым («Сказание о земле Сибирской»), Сергеем Юткевичем («Пржевальский», «Великий воин Албании Скандербег»).
Именно Джанет Атушевна, в качестве режиссёра фильма «Щит и Меч», явила миру актёра, Олега Янковского, порекомендовав его Владимиру Басову на роль Генриха Шварцкопфа. Она же подарила зрителям Владимира Трещалова, который великолепно сыграл роль Лютого в фильме «Неуловимые мстители». В биографических справочниках описывается, как однажды Трещалов ехал в трамвае № 25, на конечной остановке «Площадь Пушкина» его заметила в то время помощник режиссёра Джанет Тамбиева. Она вместе с Захаром Аграненко готовилась к съёмкам фильма «Битва в пути». Но это только отчасти соответствует действительности. Джанет приметила Владимира на одном из экзаменов в школе-студии МХАТ. Тамбиева объезжала все театральные вузы: на одну из ролей им требовался молодой актёр. Красавец студент быстро прошёл кинопробы. Причём он устроил сразу двух режиссёров: после того как в октябре 60-го умер Аграненко, фильм доснимал Владимир Басов, который заменил половину съёмочной группы. Д. А. Тамбиева работала с Георгием Данелия, с И. Таланкиным, Владимиров Басовым, с К. Воиновым, А. Алов, В. Наумовым, с И. Хейфицем и А. Миттой.
Умерла 14 мая 2008 года на 96-м году жизни. Урна с прахом в колумбарии Донского кладбища.